# صموئيل جيلمور
صموئيل جيلمور (بالإنجليزية: Samuel Gilmore)‏ (20 يوليو 1996 بلاغوس في نيجيريا - ) هو لاعب كرة قدم نيجيري في مركز مهاجم ‏.

## وصلات خارجية
- صموئيل جيلمور على موقع قاعدة بيانات كرة القدم.إي يو (الإنجليزية)
- صموئيل جيلمور على موقع Soccerway.com (الإنجليزية)
- صموئيل جيلمور على موقع عالم كرة القدم.نت (الإنجليزية)